# Fibriciellum
Fibriciellum är ett släkte av svampar. Fibriciellum ingår i familjen Corticiaceae, ordningen Polyporales, klassen Agaricomycetes, divisionen basidiesvampar och riket svampar.
Släktet innehåller bara arten Fibriciellum silvae-ryae.